# Козловское княжество
Козло́вское кня́жество — русское удельное княжество с центром в городе Козлов под управлением одной из ветвей династии Рюриковичей.

## История
Небольшое феодальное владение, первоначально Козловская волость в составе Фоминско-Березуйского удела, выделившегося из Смоленского княжества. Самостоятельным уделом Козловское княжество стало в XIV веке, доставшееся Фоминско-березуйскому князю Василию Фёдоровичу по завещанию его отца — Фёдора Константиновича Меньшого. Внуки Василия — козловские князья Роман и Лев Ивановичи потеряли владетельные права и служили Великому князю Литовскому. В нач. XVI века их потомки — князья Козловские — находились уже на московской службе.

## Князья
Князья Козловские — ветвь рода князей Вяземских. Род ведет своё происхождение от Ивана Вяземского (первая пол. XIV в.), а не от князей Фоминских, как указывают родословцы. Начало родословия нам неизвестно, но генеалогию рода можно восстановить по поминальным записям князей Козловских в синодиках киевских монастырей. После захвата в 1403 г. Смоленска и Вязьмы войсками литовского князя Витовта, князья Вяземские и Козловские приняли вассальную присягу литовскому князю, что позволило им сохранить свои земельные владения. В иерархии литовских аристократов князья Козловские ничем себя не проявили и оставались простой мелкой шляхтой. В 1492 г. в результате пограничной войны Москвы и Литвы все их родовые земли на территории бывшего Вяземского удела перешли под власть Москвы. Верный своей политике в искоренении всякой местечковой крамолы Иван III конфисковал все родовые земли у князей Вяземских и Козловских, а самих князей расселил во внутренних уездах московского княжества. Князья Козловские были испомещены в Костромском и Романовском уездах и, как выходцы из Литвы, в официальных документах того времени писались как «литва дворовая». Уже в конце XV в. род разделился на две мощные ветви. Старшая пошла от Льва Ивановича Козловского (+1494), а младшая от его брата Романа Ивановича (+1503). Род просуществовал до середины XX века и ныне пресекся.